# HYDIA
HYDIA é um fármaco usado em pesquisas neurocientíficas que atua como antagonista potente e seletivo do grupo II dos receptores metabotrópicos de glutamato (mGluR2/3). A  HYDIA é útil em pesquisas de mapeamento e   modelagem molecular de proteínas do receptor mGluR do grupo II. A estrutura química da HYDIA é semelhante a de outros agonistas de mGluR do grupo II, como o decoglurante e o MGS-0039, mas a adição do grupo 3-hidroxi reverte a atividade da HYDIA como antagonista competitivo. Outros derivados, como o éter 3-benziloxi, são antagonistas mais potentes que a HYDIA.